# پوپولی
پوپولی (به ایتالیایی: Popoli) یک منطقهٔ مسکونی در ایتالیا است که در استان پسکارا واقع شده‌است.

## خصوصیات
پوپولی ۳۴ کیلومترمربع مساحت و ۵٬۵۵۸ نفر جمعیت دارد و ۲۵۴ متر بالاتر از سطح دریا واقع شده‌است.